# Кървава неделя (1972)
 Тази статия е за кървавата неделя в Дери.  За други значения вижте Кървава неделя.  
Кървавата неделя (на английски: Bloody Sunday; на ирландски: Domhnach na Fola) е клане, настъпило в Дери, Северна Ирландия, на 30 януари 1972 г.
26 души, протестиращи за човешки права, са простреляни от Първи британски батальон, командван от Дерек Вилфорд. 13 от тях, 6 от които са миньори, загиват на място. След 4,5 мес. още 1 човек умира от получените рани. Други 2 протестиращи са ранени, след като са преследвани от полицейски коли. Множество свидетели, наблюдатели и репортери твърдят, че повечето от тези изстрели са били необосновани, а 5 от простреляните са били улучени в гръб.
Кървавата неделя покачва обществената подкрепа за ИРА, която призовава за насилие срещу Великобритания и изтеглянето ѝ от Северна Ирландия. Инцидентът остава източник на противоречия през следващите десетилетия. През юни 2010 г. британското правителство заключва в свой доклад, че никоя от жертвите на клането не е представлявала заплаха за войниците и че разстрелването им е било неоправдано.
Събитието започва като мирна, но нелегална демонстрация на около 10 000 души, организирани от Асоциацията за граждански права в Северна Ирландия, която се противопоставя на британското правителство, което хвърля в затвора предполагаеми членове на ИРА без съдебен процес. Демонстрантите вървят към площада Гилдхол в центъра на града, но британската армия е отцепила голяма част от района, принуждавайки повечето от демонстрантите да променят маршрута си. Междувременно, някои от тях влизат в конфронтация с войниците и започват да хвърлят предмети по тях. Британските войски отговорят като започват стрелба с гумени куршуми и водно оръдие. Насилието е избухва, а войниците започват да арестуват колкото се може повече демонстранти.
Кой произвежда първия изстрел все още е спорен въпрос – армията твърди, че е открила огън едва, след като по нея вече е била започната стрелба, докато римокатолическата общност настоява, че войниците са открили огън по невъоръжени протестиращи. В крайна сметка, след половин час на земята лежат безжизнени телата на 13 демонстранти. Веднага след инцидента британският министър-председател Едуард Хийт нарежда да бъде проведено разследване.
След като през 2010 г. доклад от 5000 страници заключава, че първият изстрел е дошъл от британската армия и че клането е било неоправдано, британският министър-председател Дейвид Камерън се извинява пред парламента за разстрела. През следващата година британското правителство обявява, че ще предостави финансово обезщетение на роднините на жертвите.

## Имената на загиналите
- Патрик Дж. Доерти – 31 години
- Джералд Донахей – 17 години
- Джон Дуди – 17 години
- Хюг Гилмор – 17 години
- Майкъл Кели – 17 години
- Майкъл МакДайд – 20 години
- Кевин МакЕлней – 17 години
- Бернард МакГуган – 41 години
- Джеймс МакКиней – 34 години
- Уилям МакКиней – 27 години
- Уилям Наш – 19 години
- Джеймс Рей – 22 години
- Джон Иънг – 17 години
- Джон Джонстън – 59 години

## Галерия
- Надпис и кръстове, които се носят от близки на загиналите на ежегодния мемориален марш
- Мемориален паметник с имената на загиналите и тяхната възраст